# Fables of the Reconstruction
Fables of the Reconstruction —o Reconstruction of the Fables— es el tercer álbum de estudio de la banda estadounidense de rock alternativo R.E.M., lanzado el 10 de junio de 1985 a través de I.R.S. Records. Fue el primer álbum de la banda grabado fuera de los EE. UU., con sesiones en los Livingston Studios de Londres con el productor Joe Boyd. El disco muestra un sonido más oscuro y turbio y letras basadas en temas y personajes del gótico sureño. Además, se utiliza instrumentación más variada, incluidos arreglos de cuerdas y metales y banjo.
La recepción crítica de Fables of the Reconstruction fue positiva, y muchas críticas destacaron sus elementos folclóricos y su tono turbio. Retrospectivamente, también ha sido visto como un álbum de transición, que conserva el sonido y los temas oscuros de los primeros trabajos de la banda, al tiempo que insinúa la experimentación con instrumentación acústica que estaría presente en sus álbumes posteriores. Las ventas del álbum reflejaron la creciente popularidad de R.E.M., convirtiéndose en su segundo álbum en alcanzar el top 30 en los EE. UU. y el primero en llegar al top 40 en el Reino Unido. Posteriormente fue certificado Oro por la RIAA en 1991. Si bien ninguno de sus sencillos alcanzó el éxito en las listas principales, «Driver 8» se ha convertido desde entonces en una de las canciones más conocidas y con más versiones de R.E.M. de su primera época.

## Producción

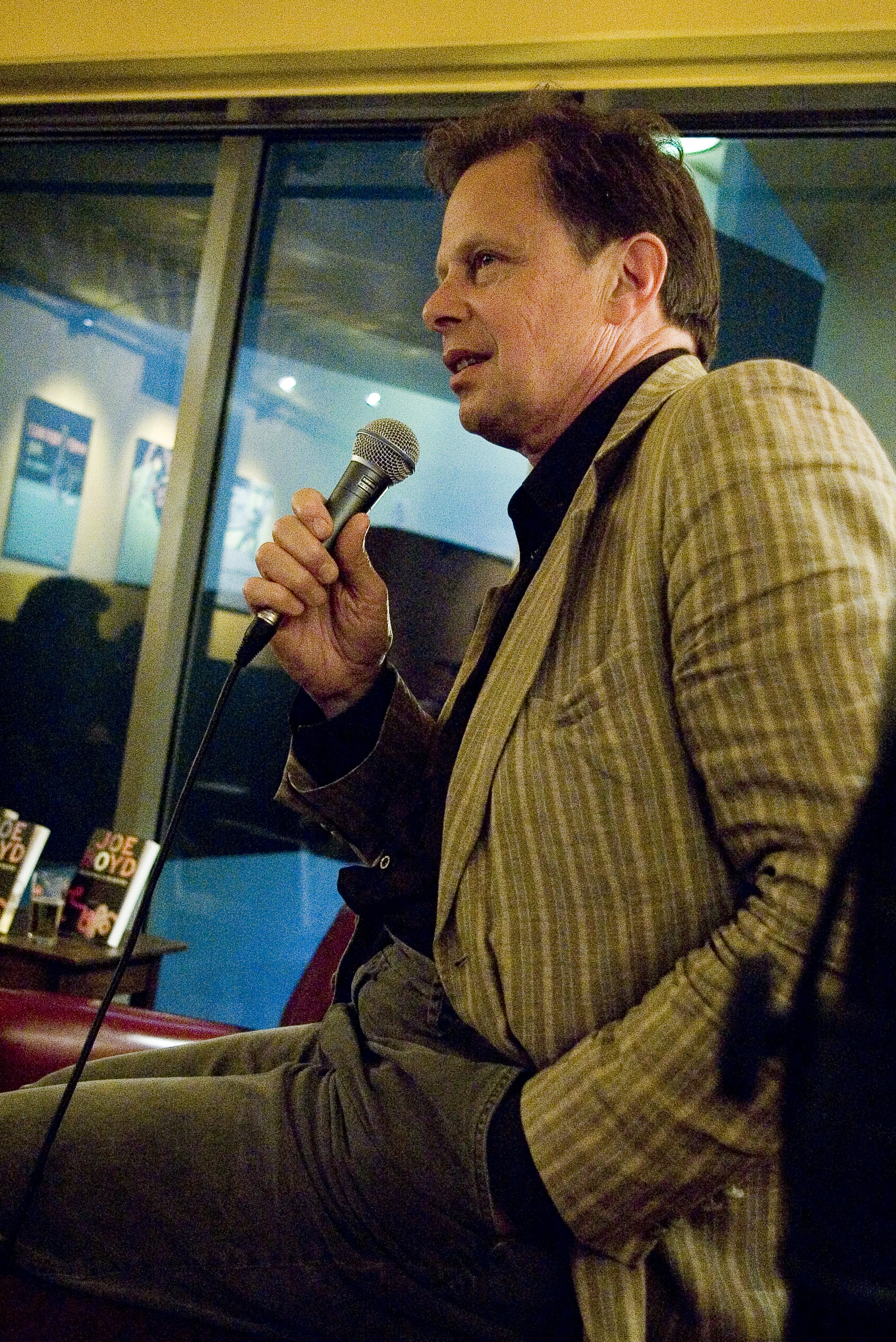
Joe Boyd (fotografiado en 2008) fue contratado como productor del álbum gracias a su trabajo previo con artistas de folk rock

Después de trabajar con Don Dixon y Mitch Easter en sus dos primeros álbumes, Murmur (1983) y Reckoning (1984), R.E.M. decidió trabajar con un productor diferente para su próximo álbum. Entre los considerados para producir el álbum se encontraban Van Dyke Parks, Hugh Padgham —que había logrado un gran éxito con su trabajo con actos como The Police y Genesis—, Elliot Mazer —conocido por trabajar con Neil Young— y Elvis Costello. Parks fue la primera opción del vocalista Michael Stipe, ya que acababa de lanzar el álbum Jump! (1984), que se basó en los cuentos populares del tío Remus que habían sido populares en el sur de Estados Unidos durante la era posterior a la Reconstrucción. Debido a esto, Stipe sintió que Parks sería la persona adecuada para el material que había escrito, que de manera similar tenía un gran enfoque en temas y tradiciones narrativas del sur.
Después de un período de consideración, la banda decidió trabajar con el productor londinense Joe Boyd. El guitarrista de la banda, Peter Buck, quería trabajar especialmente con Boyd, conocido por su trabajo con grupos de folk rock como Nick Drake, Fairport Convention y Richard y Linda Thompson. Después de haber grabado sus dos primeros álbumes en Carolina del Norte, la banda voló a Londres para grabar el álbum en Livingston Studios. Las condiciones no eran nada ideales: la banda tenía un largo viaje desde su residencia en Mayfair hasta el estudio, mientras que Londres estaba al final de un duro invierno, y Buck recordó más tarde: «Llovía todos los días, pero no nevaba». Según se informa, la ética de trabajo de Boyd causó tensiones con la banda, ya que su atención precisa al detalle contrastaba con el enfoque más espontáneo utilizado en los dos álbumes anteriores. Dixon y Easter habían trabajado rápidamente y al mismo tiempo alentaron a la banda a experimentar, a diferencia de Boyd, quien en cambio pasó horas mezclando y remezclando canciones, lo que la banda sintió que eliminaba parte de la energía y espontaneidad de las actuaciones.
Más tarde, Boyd describiría el período de grabación como «no el mejor momento de mi vida», al tiempo que señaló que a pesar de la agitación dentro de la banda en ese momento, «parecían llevarse mejor que la mayoría de los grupos con los que he trabajado». Sintió que el enfoque de mezcla de R.E.M. era único en comparación con otros grupos: «Cuando mezclas un disco, tradicionalmente el cantante quiere su voz más fuerte, y el guitarrista dice: “Sube la guitarra”, y el bajista dice, “¿No puedes hacer que las partes del bajo tengan más fuerza?” Con R.E.M., todos querían ser rechazados».

## Música y letras

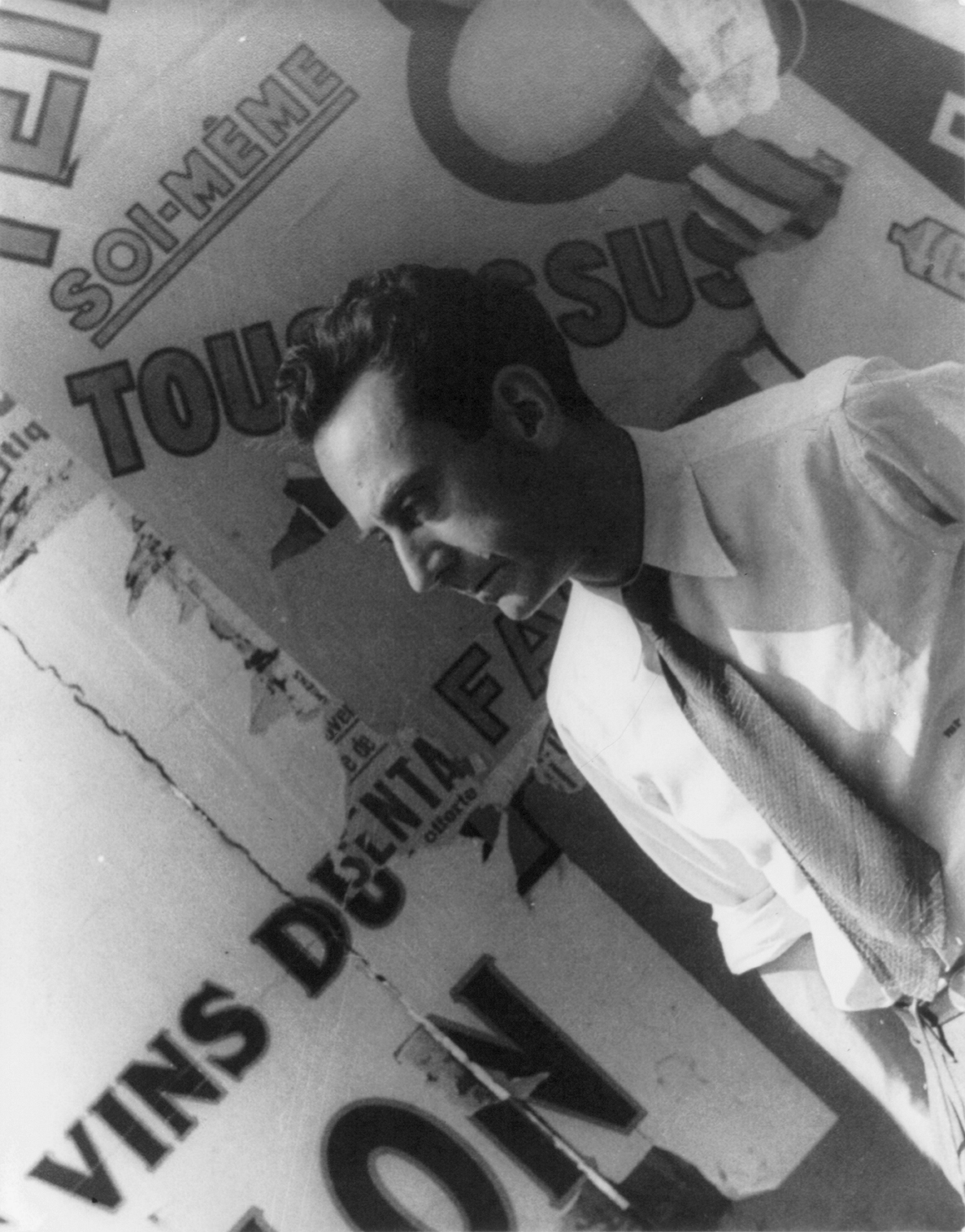
Las letras de «Feeling Gravitys Pull» referencian al artista dadaista/surrealista Man Ray.

Fables of the Reconstruction mezcla el estilo establecido de la banda con elementos folk y un sonido más oscuro. Descrito por Stephen Thomas Erlewine de AllMusic como «folk psicodélico rústico y espeluznante», el álbum introdujo nueva instrumentación para la banda, incluidas cuerdas, metales y banjo. Antes de grabar el álbum, Stipe escuchó música folclórica de los Apalaches y se interesó en la tradición de leyendas e historias transmitidas de generación en generación, las cuales influyeron en el material. La combinación del sonido del álbum y los elementos del folclore y la iconografía sureña de su contenido lírico ha llevado a muchos críticos a declarar que Fables es el álbum más «sureño» de R.E.M. Muchas de las letras de la canción describen personajes excéntricos e inusuales; Matthew Perpetua de Pitchfork describió la estética del álbum como «evocando imágenes de ferrocarriles, pueblos pequeños, lugareños excéntricos, humedad opresiva y una vaga sensación de que el tiempo se ralentiza».
El tema de apertura, «Feeling Gravitys Pull», comienza con un riff de guitarra cromático y oscuro tocado por Buck. La letra de la canción hace referencia al artista dadaísta/surrealista Man Ray e incluye imágenes relacionadas con la experiencia de tener un sueño. El tono lúgubre de la canción se ve aumentado por el uso de un cuarteto de cuerda; en una reseña para Rolling Stone, Parke Puterbaugh describió el violonchelo como «parece arrastrarse y detener el tiempo» y aumentar la sensación «desconcertante» y «de canto fúnebre» de la canción. Como muchas de las canciones de R.E.M., «Maps and Legends» utiliza los coros del bajista Mike Mills como contrapunto al liderazgo de Stipe durante el estribillo. Su letra se inspiró en Howard Finster, un ministro bautista y artista marginal que había creado la carátula del álbum Reckoning el año anterior. Tyler Golsen de Far Out describe «Driver 8» como una «canción ferroviaria clásica». Lo considera un escaparate de la interpretación de Buck como un «selector intrincado» y una «estrella de folk rock».
«Life and How to Live It» se inspira en un libro titulado Life: How to Live del excéntrico autor Brivs Mekis, radicado en Athens. Mekis dividió su casa en dos mitades y alternó la vida entre las dos cuando murió. Tras su muerte, se encontraron copias del libro; a pesar de que se hicieron estas copias, ninguna se había vendido ni regalado. «Old Man Kensey» es otra canción que «celebra a un individuo excéntrico que vive en el sur profundo». Escribiendo para Drowned in Sound, Andrezj Lukowski describe la canción como «una historia de pesadilla de un viejo enloquecido». El sencillo principal «Can't Get There from Here» ve a la banda integrar elementos de soul y funk en su sonido, como lo muestra el uso de una sección de trompeta. Perpetua describe la canción como «una aproximación al funk sureño», mientras que Puterbaugh siente que «establece un tono de dislocación que impregna todo el disco». «Green Grow the Rushes» fue escrita como parte de un pacto entre Stipe y la líder de 10,000 Maniacs, Natalie Merchant; ambos acordaron escribir una canción sobre el genocidio de los nativos americanos, y Merchant escribió «Among the Americans» para el álbum de 1985 de su banda, The Wishing Chair.
«Kohoutek» presenta el uso del falsete por parte de Stipe. Lukowski siente que la letra de Stipe en esta canción es más personal y que se asocia con los otros personajes marginados del disco. En una retrospectiva para uDiscoverMusic, Tim Peacock describe «Auctioneer (Another Engine)» como «atípicamente irregular y agresivo» para la banda. Continúa afirmando que su «sonido urgente e himno» insinúa la dirección que tomaría la banda con su siguiente álbum, Lifes Rich Pageant (1986). Parke ha descrito «Good Advices» —así como «Green Grow the Rushes»— como «una balada estilo Byrds». Lukowski se refiere a su letra como «paranoica pero extrañamente tranquilizadora sabiduría de los viejos tiempos». «Wendell Gee» cierra el álbum y presenta a Buck tocando el banjo. Continuando con el tema del álbum sobre personajes excéntricos, Puterbaugh considera que su letra es una «fábula surrealista y lacrimosa sobre un bicho raro del campo».

## Lanzamiento
El trabajo en Fables of the Reconstruction terminó a principios de abril y el álbum fue lanzado el 10 de junio de 1985. El empaque del álbum no deja claro si su verdadero título es Fables of the Reconstruction o Reconstruction of the Fables, y la carátula presenta dos «portadas» en lugar de las tradicionales mismas y contraportadas; cada uno muestra uno de los dos títulos potenciales del álbum. Esto se extiende al sello discográfico, donde la cara uno se denomina «A Side» y muestra el nombre del álbum como Fables of the Reconstruction, mientras que la cara dos se denomina «Another Side» y muestra el título como Reconstruction of the Fables.
En los EE. UU., Fables alcanzó el puesto 28, convirtiéndose en su segundo álbum consecutivo entre los 30 primeros, pero ubicándose un lugar por debajo de Reckoning. El disco eventualmente sería certificado Oro por la RIAA por ventas superiores a 500 000 copias el 24 de junio de 1991. En el Reino Unido, el álbum alcanzó el puesto 35, dándole a R.E.M. su primer álbum entre los 40 primeros allí. También fue el primer disco de la banda en las listas de Canadá, alcanzando el puesto 40, mientras que en Nueva Zelanda alcanzó el puesto 29.
«Can't Get There from Here» fue lanzado como sencillo principal del álbum. Si bien no logró ubicarse en el Billboard Hot 100, alcanzó el número 10 en Bubbling Under Hot 100, equivalente a una ubicación 110 en el Hot 100. La canción logró más éxito en la lista Mainstream Rock Airplay de EE. UU. —entonces llamada Top Rock Tracks—, alcanzando el puesto 14, su ubicación más alta en esa lista hasta ese momento. Tras su lanzamiento, Cash Box describió el sencillo como «un estribillo completamente rockero y un verso típicamente constante y turbio [que le da] a este corte un carácter pop superior, además de brindar a los oyentes convencionales una muestra de lo que la radio universitaria ha conocido durante años». Se lanzaron versiones de 7" y 12" del sencillo; el 7" estaba respaldado con la canción que no formaba parte del álbum «Bandwagon», mientras que la versión de 12" incluía «Bandwagon» y otra canción inédita, «Burning Hell», en su cara B.
«Driver 8», el segundo sencillo del álbum, también se ubicó en la lista Top Rock Tracks, alcanzando el puesto 22. La cara B del sencillo incluía una versión de «Crazy» de la banda de Athens Pylon. Se ha convertido en una de las canciones más versionadas de R.E.M., con versiones grabadas por artistas como Hootie & the Blowfish y Jason Isbell. «Wendell Gee» fue elegido para el tercer y último sencillo del álbum —lanzado sólo en Europa— y se convirtió en su primera canción en las listas del Reino Unido, alcanzando el puesto 91.

## Recepción crítica
La recepción de Fables of the Reconstruction fue en general positiva. En una crítica de Rolling Stone, Parke Puterbaugh otorgó al álbum cuatro estrellas de cinco, refiriéndose a él como «R.E.M. sin retoques en todo su esplendor», y sintió que la banda sonaba «más segura que en Reckoning». Continuó comparando las canciones de Fables con el «tejido de humor insular» de Murmur. Robert Christgau declaró que la producción de Boyd confirmaba que el «marco de referencia formal de la banda es el folk rock». Sin embargo, también sintió que la banda era capaz de «derrotar la paralizante estasis del folk rock: tienen un buen ritmo y puedes bailar con ellos».
Las revisiones retrospectivas también han sido positivas. En una reseña para AllMusic, Erlewine afirma que a pesar de encontrar que el álbum es menos consistente que los dos primeros de la banda, «demuestra crecimiento musical, particularmente en cuán perfectamente evoca las extrañas leyendas rurales del Sur». Continúa para enumerar «Feeling Gravitys Pull», «Maps and Legends», «Green Grow the Rushes», «Auctioneer (Another Engine)» y los dos primeros sencillos como «entre las mejores canciones del grupo». Scott Gordon de The A.V. Club siente que Fables es el disco donde R.E.M. «dominó el arte de no coincidir sin esfuerzo de un álbum a otro, e incluso de una canción a otra». También destaca la atmósfera inquietante del álbum, afirmando que canciones como «Green Grow the Rushes» y «Good Advices» que «podrían haber encajado maravillosamente» en los dos primeros discos de la banda, pero en cambio, en el contexto de Fables, «cambie parte de la subestimación inicial de la banda por suspenso».
La reseña de Matthew Perpetua para Pitchfork describe el álbum como «pasado por alto y de transición», y lo considera un «conjunto oscuro y turbio con una paleta de texturas cercana a los tonos tierra apagados de su embalaje». Al igual que Erlewine, encuentra el álbum menos consistente que sus dos predecesores, pero aun así lo elogia como «genial» e «inspirado». En una reseña de Drowned in Sound, Lukowski se refiere a Fables como una «obra maestra del gótico sureño». Ella lo considera un álbum «infinitamente detallado» que «recompensa la paciencia», al tiempo que lo describe como un «disco oscuro y disonante». Jonathan Keefe de Slant siente que Fables es el álbum con mayor cohesión temática de R.E.M. Considera que su letra no es «simplemente un recuento de [sus] mitos o una hagiografía de estos hombres», refiriéndose a los personajes que aparecen a lo largo de las canciones del álbum. Más bien, siente que muestran «una consideración profunda y reflexiva de lo que significan estas historias y, específicamente, de cómo las percibe Stipe».

### Opinión de la banda
Los miembros de R.E.M. han expresado diferentes opiniones sobre el disco desde su lanzamiento. En 1987, el baterista Bill Berry declaró sin rodeos que Fables «apestaba». En una entrevista de Rolling Stone de 1991, Buck despreció «Driver 8» y dijo: «Puedo escribir ese tipo de cosas mientras duermo. Cualquiera puede». Sin embargo, Stipe, quien una vez comparó infamemente el sonido del álbum a «dos naranjas clavadas juntas», afirmó en la misma entrevista de 1991 que creía que Fables contenía el conjunto de canciones más fuerte de la banda hasta ese momento. Desde entonces, Buck ha hablado positivamente sobre Fables, afirmando en las notas de la reedición del 25 aniversario del álbum: «A lo largo de los años, se ha acumulado un cierto malentendido sobre Fables of the Reconstruction. Nada mas lejos de la verdad. [...] Es mi favorito personal y estoy muy orgulloso de lo extraño que es. Nadie más que R.E.M. podría haber hecho ese disco».

## Lista de reproducción
Todas las canciones escritas por Bill Berry, Peter Buck, Mike Mills y Michael Stipe, excepto «Old Man Kensey», coescrita por Jeremy Ayers.

| «A Side» |                           |          |  |
| N.º      | Título                    | Duración |  |
| 1.       | «Feeling Gravitys Pull»   | 4:48     |  |
| 2.       | «Maps and Legends»        | 3:10     |  |
| 3.       | «Driver 8»                | 3:23     |  |
| 4.       | «Life and How to Live It» | 4:06     |  |
| 5.       | «Old Man Kensey»          | 4:08     |  |

| «Another Side» |                               |          |  |
| N.º            | Título                        | Duración |  |
| 1.             | «Can't Get There from Here»   | 3:39     |  |
| 2.             | «Green Grow the Rushes»       | 3:46     |  |
| 3.             | «Kohoutek»                    | 3:18     |  |
| 4.             | «Auctioneer (Another Engine)» | 2:44     |  |
| 5.             | «Good Advices»                | 3:30     |  |
| 6.             | «Wendell Gee»                 | 3:01     |  |

## Personal

### R.E.M.
- Bill Berry (acreditado como «WT Berry – Best Boy») – batería, coros
- Peter Buck (acreditado como «PL Buck – Ministry of Music») – guitarra, banjo, armónica
- Mike Mills (acreditado como «ME Mills – Consolate Mediator») – bajo, coros, piano
- Michael Stipe (acreditado como «JM Stipe – Gaffer Interpretor») – voz

### Músicos adicionales
- Camilla Brunt – violín (1)
- Philippa Ibbotson – violín (1)
- David Newby – chelo (1)
- Pete Thomas – saxofón tenor (6)
- David Bitelli – saxofón tenor y barítono (6)
- Jim Dvorak – trompeta (6)

### Producción
- Joe Boyd – producción
- Berry Clempson – ingeniero de audio
- Tony Harris – ingeniero
- M. K. Johnston – fotografía y arte

## Listas y certificación
| Lista (1985)     | Posición |
| ---------------- | -------- |
| US Billboard 200 | 28       |
| UK Albums Chart  | 35       |

| Organización   | Nivel | Fecha               |
| -------------- | ----- | ------------------- |
| RIAA (EE. UU.) | Oro   | 24 de junio de 1991 |

## Historial de lanzamiento
| Región         | Fecha               | Sello        | Formato          | Catálogo          |
| -------------- | ------------------- | ------------ | ---------------- | ----------------- |
| Reino Unido    | 10 de junio de 1985 | I.R.S.       | LP               | MIRF1003          |
| Estados Unidos | 11 de junio de 1985 | I.R.S.       | LP               | IRS-5592          |
| Estados Unidos | 11 de junio de 1985 | I.R.S.       | casete           | IRSC-5592         |
| Estados Unidos | 11 de junio de 1985 | I.R.S.       | disco compacto   | IRSD-5592         |
| Grecia         | 1985                | Illegal      | LP               | 26525             |
| Australia      | 1985                | I.R.S./Epic  | LP               | ELPS 4495         |
| Países Bajos   | 1985                | I.R.S.       | LP               | 26525             |
| Mundial        | 1990                | MCA          | disco compacto   | 5592              |
| Mundial        | 1990                | I.R.S.       | casete           | IRSC-5592         |
| Países Bajos   | 6 de agosto de 1992 | EMI          | disco compacto   | 7 13160 2 9†      |
| Reino Unido    | 1992                | Simply Vinyl | LP de 180 gramos | SVLP151           |
| Mundial        | 1998                | Capitol      | disco compacto   | 93479             |
| Europa         | 1998                | EMI          | disco compacto   | 13160†            |
| Mundial        | 1999                | I.R.S.       | disco compacto   | 19016             |
| Estados Unidos | 1999                | Simply Vinyl | LP               | 0000151           |
| Europa         | 2000                | I.R.S.       | disco compacto   | 7131602†          |
| Estados Unidos | 23 de julio de 2010 | I.R.S.       | disco compacto   | 509996 46071 22†† |

Notas
- † Edición I.R.S. Vintage Years, con pistas bonus
- †† Edición 25 aniversario, con disco extra